# Carla Moreno
Carla Moreno (São Carlos, 19 de setembro de 1976) é uma ex-triatleta brasileira. Integrou a equipe nacional nos Jogos Pan-Americanos de 1999, em Winnipeg, onde conquistou uma medalha de prata. Ela também venceu duas etapas da Copa do Mundo e foi campeã do Troféu Brasil em oito oportunidades.

## Biografia
Carla Moreno iniciou no triatlo em 1996 na categoria amador e, no ano seguinte, começou a competir na categoria profissional, conquistando o bicampeonato do Troféu Brasil. Em 1999, Carla ocupou a primeira posição do ranking nacional de triatlo. Qualificou-se para os Jogos Pan-Americanos de Winnipeg; porém, antes de viajar para a cidade canadense, ela teve sua bicicleta, documentos pessoais e o carro roubados em Campinas algumas horas antes de embarque. Na época, a Polícia Militar de Campinas recuperou os pertences da atleta. Na competição, terminou o evento individual na segunda colocação, conquistando a medalha de prata e a qualificação para os Jogos Olímpicos.
Nos Jogos de Sydney, ela concluiu a prova de natação em vinte minutos e nove segundos, mas não terminou a prova. Nos dois anos seguintes, obteve a sétima posição do ranking mundial. Em 2003, ela não conseguiu o pódio dos Jogos Pan-Americanos de Santo Domingo, terminando o evento na quarta posição. No entanto, venceu o campeonato sul-americana e a etapa do Rio de Janeiro da Copa do Mundo, tornando-se a primeira brasileira a conquistar tal feito. Ela venceu mais uma etapa internacional e competiu na modalidade Ironman, porém voltou a não terminar a prova nos Jogos Olímpicos de 2004.
Em novembro de 2006, conseguiu a qualificação para os Jogos Pan-Americanos do Rio de Janeiro, terminando na nona colocação. Quatro anos depois, qualificou-se para disputar sua quarta edição de Jogos Pan-Americanos, mas uma lesão a impediu de competir. Aposentou-se em 2018, declarando: "[…]Pude realizar os meus sonhos, tive a oportunidade de estar com os melhores atletas do mundo e desfrutar muitos pódios ao lado dessas feras." Ela ainda complementou, "Sou muito grata a todos, que de alguma forma passaram em minha carreira, incluindo os meus antigos patrocinadores e também os atuais, que estarão comigo nessa nova jornada."